# Nam Thái A
Nam Thái A là một xã thuộc huyện An Biên, tỉnh Kiên Giang, Việt Nam.

## Địa lý
Xã Nam Thái A có vị trí địa:
- Phía đông giáp xã Nam Thái
- Phía tây giáp huyện An Minh
- Phía nam giáp xã Đông Thái và huyện An Minh
- Phía bắc giáp Vịnh Thái Lan.

Xã Nam Thái A có diện tích 42,74 km², dân số năm 2020 là 7.615 người, mật độ dân số đạt 178 người/km².

## Hành chính
Xã Nam Thái A được chia thành 7 ấp: Bảy Biển, Đồng Giữa, Thái Hoà, Xẻo Đôi, Xẻo Quao A, Xẻo Quao B, Xẻo Vẹt.

## Lịch sử
Ngày 18 tháng 3 năm 1997, Chính phủ ban hành Nghị định số 23-CP về việc thành lập xã Nam Thái A trên cơ sở 3.538 ha diện tích tự nhiên và 8.108 người của xã Nam Thái.